# Merlebleu azuré
Sialia currucoides
Espèce
Synonymes
- Sialia arctica (protonyme)

Statut de conservation UICN

 LC  : Préoccupation mineure
Le Merlebleu azuré (Sialia currucoides) est une espèce d'oiseaux de la famille des Turdidae. C'est l'oiseau emblème des États américains de l'Idaho et du Nevada.

## Description
Les adultes ont des becs fins. Les mâles sont bleu vif avec le bas du ventre et les plumes sous-caudales blanches. Les ailes et la queue des femelles adultes sont d'un bleu plus terne, et leur poitrine, tête, gorge et dos sont gris.

## Répartition

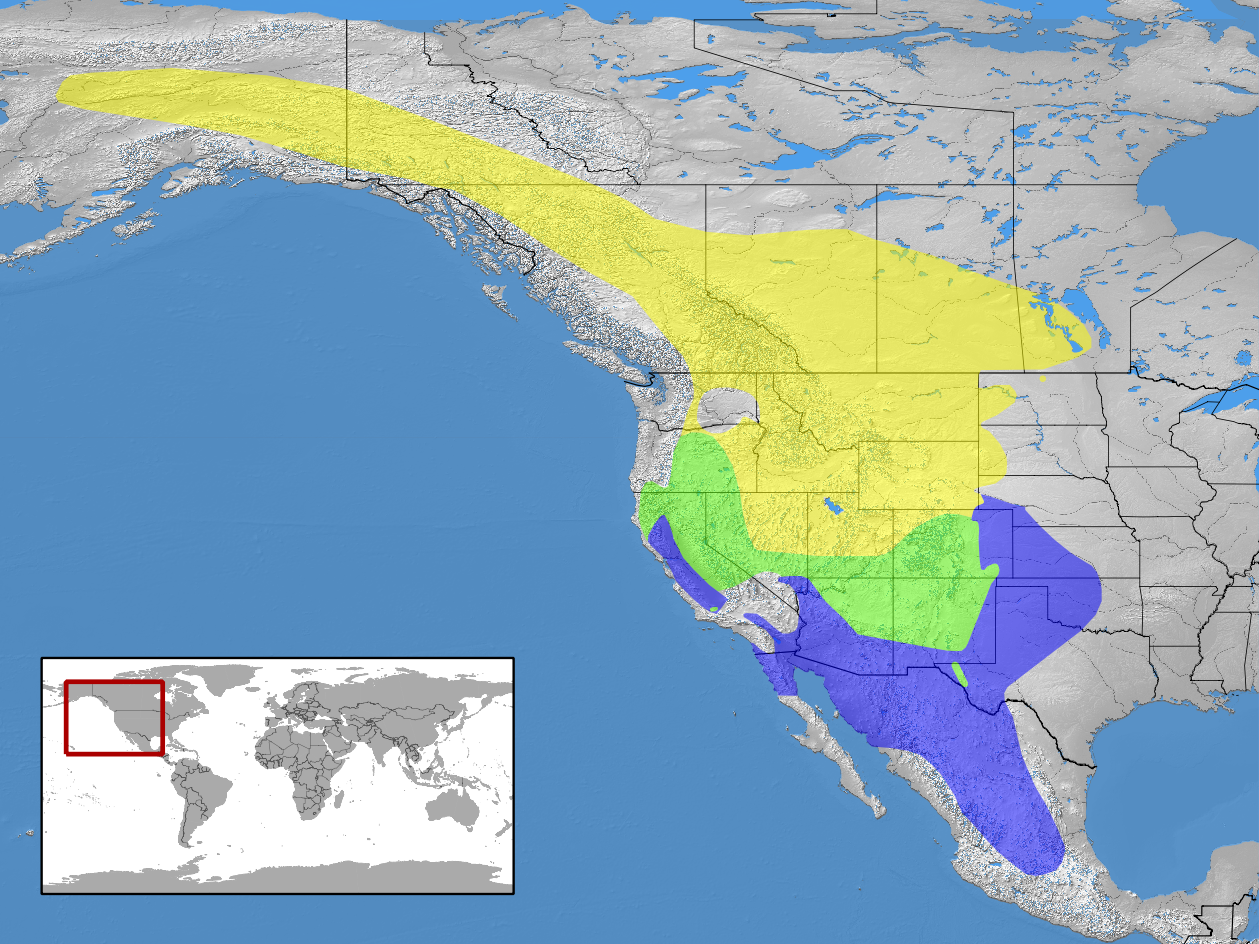
Répartition du Merlebleu azuré
Jaune : zones de présence estivale (reproduction)
Bleu : zones de présence hivernale
Vert : zones de présence continue (résident annuel)

Le Merlebleu azuré niche dans les milieux ouverts et montagneux de l'ouest de l'Amérique du Nord. Les populations plus nordiques migrent au sud de leur aire de répartition, tandis que les populations du sud sont résidentes. Les individus vivant en milieu montagneux peuvent se déplacer vers des endroits de plus faible altitude en hiver.

## Habitat et comportements
Cette espèce niche dans les cavités naturelles ou les nichoirs. En milieu reculé, le Merlebleu azuré est moins sensible à la compétition pour les cavités naturelles que les autres espèces de Merlebleu.
Les individus se nourrissent d'insectes et de baies. Les merlebleus capturent les insectes en effectuant des vols stationnaires au-dessus du sol pour ensuite fondre sur leurs proies. Les merlebleus atteignent également leur nourriture en s'élançant à partir de leur perchoir.

## Galerie

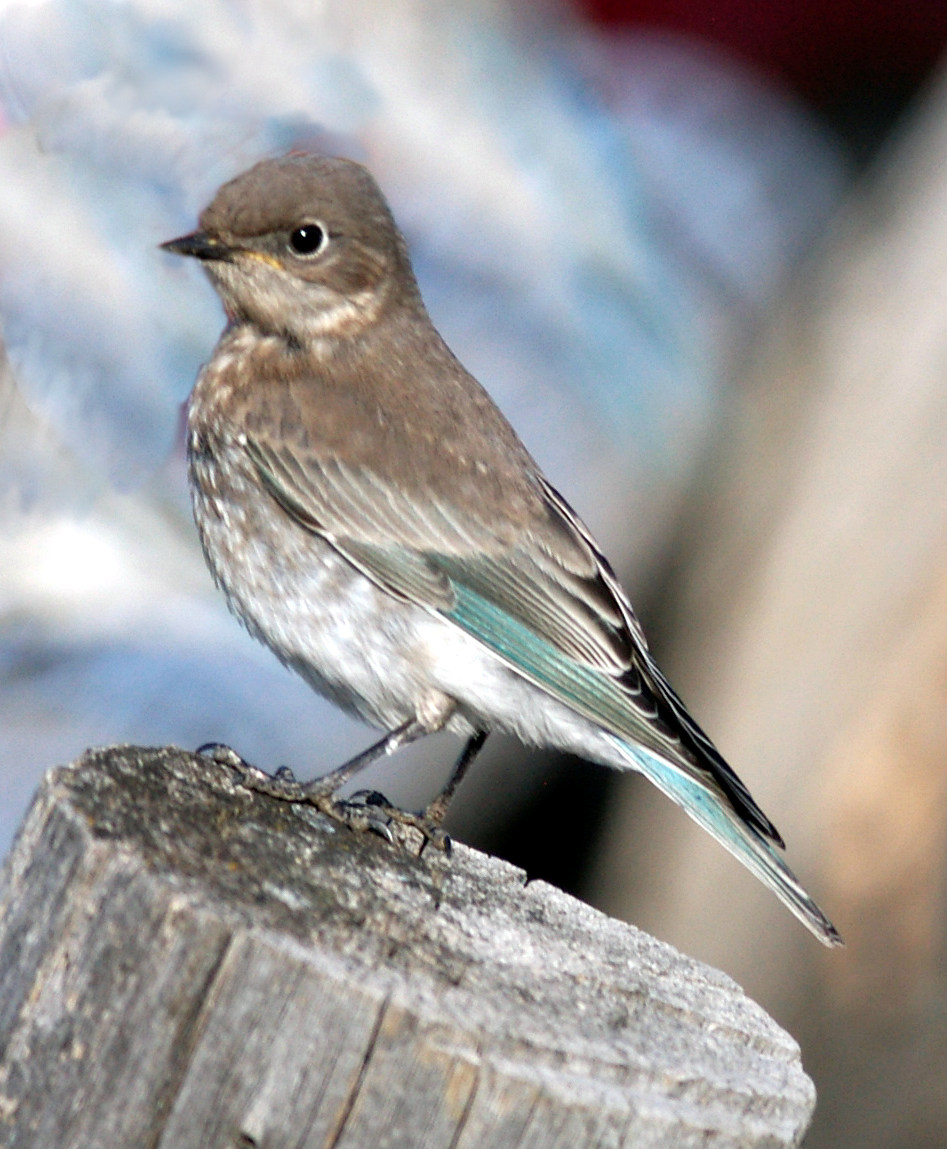
Juvénile
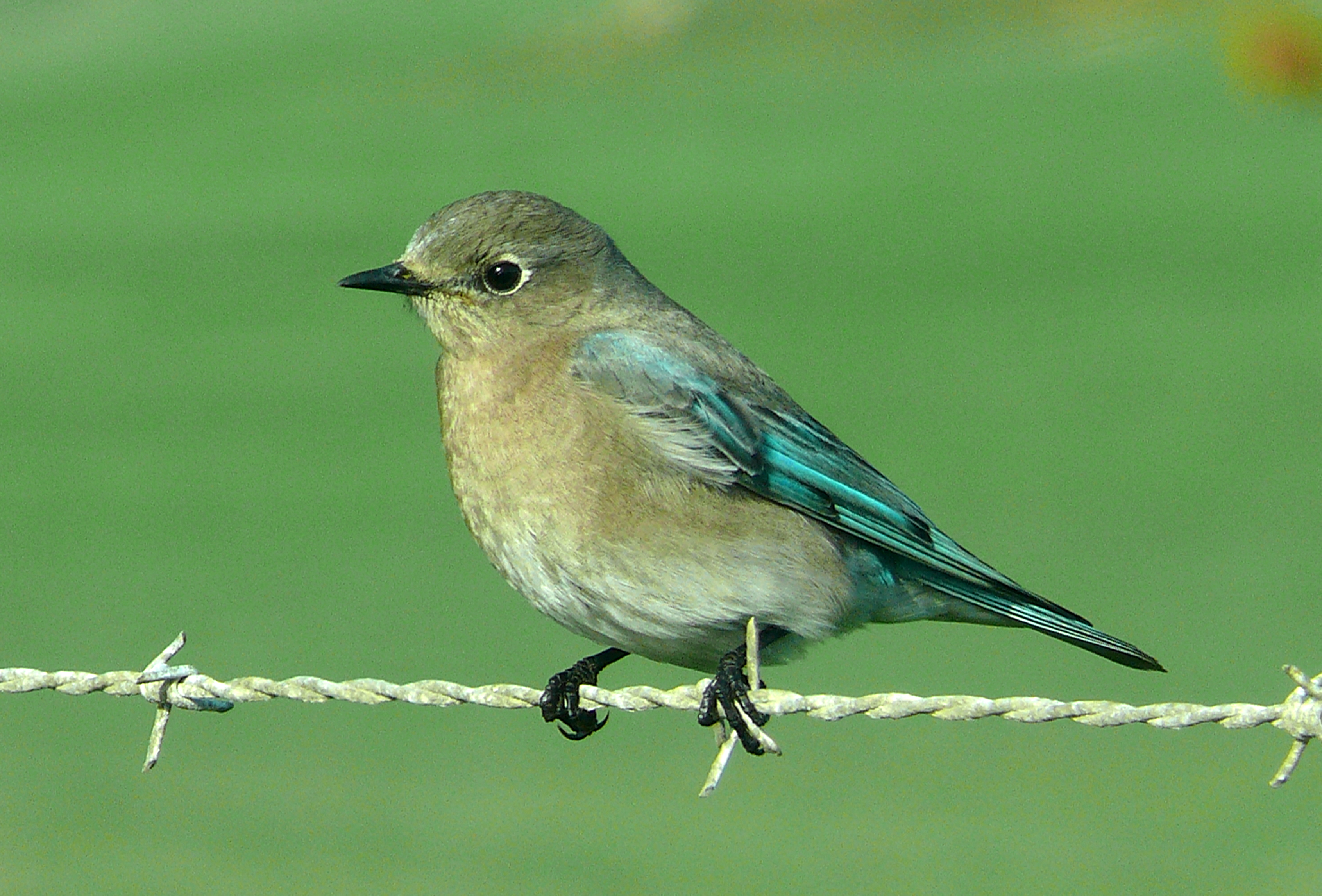
♀
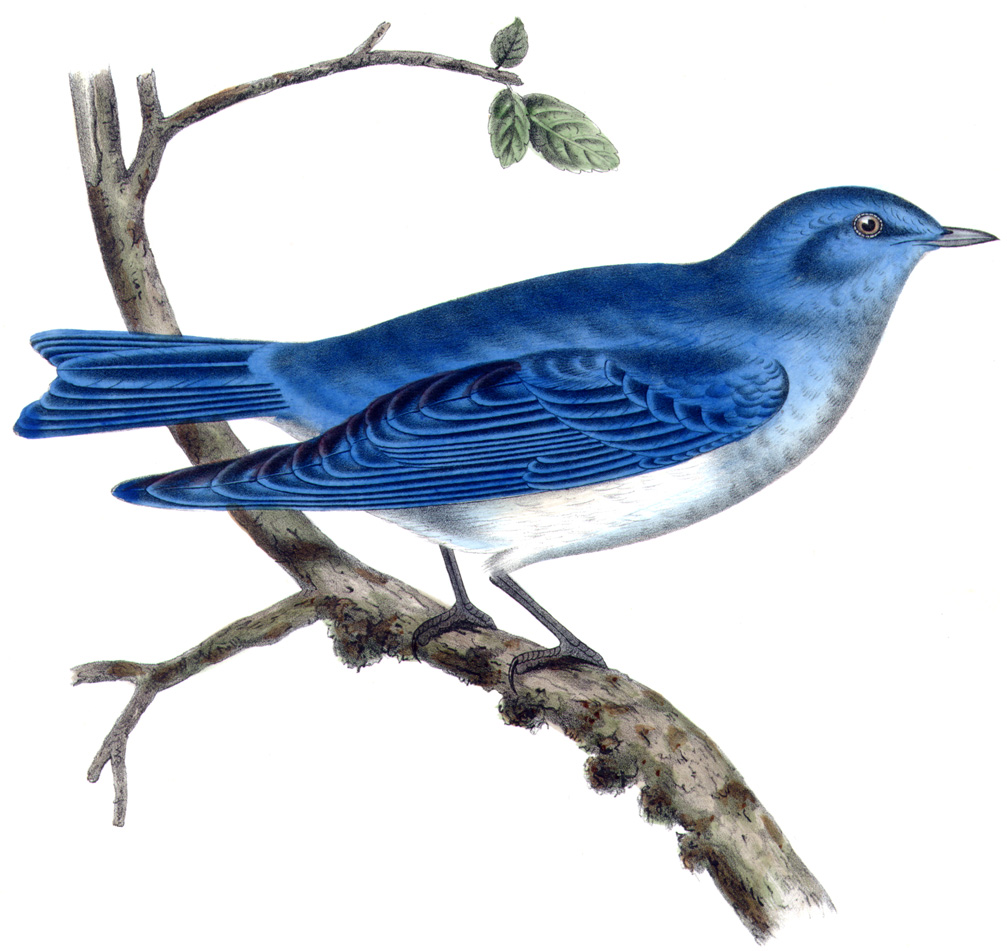
Planche zoologique